# Ambassade du Yémen en France
L'ambassade du Yémen en France est la représentation diplomatique de la république du Yémen auprès de la République française. Elle est située 25 rue Georges-Bizet, dans le 16e arrondissement de Paris, la capitale du pays. Son ambassadeur est, depuis 2016, Riad Yassine.

## Avant la réunification du Yémen
Avant sa réunification en 1990, le Yémen était divisé en deux États disposant chacun de leur ambassade à Paris :
- la république arabe du Yémen (Yémen du Nord) avait son ambassade au 21 avenue Charles-Floquet, dans le 7e arrondissement ;
- la république démocratique populaire du Yémen (Yémen du Sud), occupait les locaux de l'actuelle ambassade du Yémen réunifié[1].

Ces locaux ont été victimes d'attentats le 16 février 1981 (revendiqué comme riposte à l'attentat de la rue Copernic l'année précédente) et le 15 août 1983.
Les ambassadeurs de la république démocratique populaire du Yémen ont été successivement :
| Date de nomination | Date de nomination | Date de remise des lettres de créance | Date de remise des lettres de créance | Ambassadeur                   |
| ------------------ | ------------------ | ------------------------------------- | ------------------------------------- | ----------------------------- |
|                    |                    | 25 septembre 1970                     | [ JORF 1 ]                            | Fadhle Ahmed Sallami          |
|                    |                    | 3 janvier 1974                        | [ JORF 2 ]                            | Mohamed Abdul Kadir Ba Fakeeh |
|                    |                    | 30 juillet 1981                       | [ JORF 3 ]                            | Ahmed Saleh Hageb             |
|                    |                    | 20 décembre 1982                      | [ JORF 4 ]                            | Abdullah Aboda Hamman         |
|                    |                    | 23 janvier 1987                       | [ JORF 5 ]                            | Ali Mouthana Hassan           |

## Depuis l'unification
Depuis l'unification du Yémen, ses ambassadeurs ont été successivement :
| Date de nomination | Date de nomination | Date de remise des lettres de créance | Date de remise des lettres de créance | Ambassadeur            |
| ------------------ | ------------------ | ------------------------------------- | ------------------------------------- | ---------------------- |
|                    |                    | 10 février 2006                       | [ JORF 6 ]                            | Amir Salem al-Aïdarous |
|                    |                    | 26 janvier 2009                       | [ JORF 7 ]                            | Khaled Ismaïl al-Akwa  |
| 23 août 2016       | [ 4 ]              | 9 novembre 2016                       | [ JORF 8 ]                            | Riad Yassine           |

## Consulats
Le Yémen ne possède pas d'autre consulat que la section consulaire de son ambassade à Paris.